# Archevêque syriaque orthodoxe de Jérusalem
L' archevêque de Jérusalem (à l'origine évêque de Jérusalem ) à la tête de l'archidiocèse syriaque orthodoxe de Jérusalem et de Terre Sainte porte aujourd'hui le titre supplémentaire de Vicaire patriarcal de Terre Sainte et de Jordanie. Le siège est actuellement vacant à la suite du décès de Gabriel Dahho.
Anthimos Jack Yakoub a été nommé délégué patriarcal de l'archidiocèse jusqu'à ce qu'un successeur soit élu et nommé.
Il y avait un évêque métropolitain adjoint de Jérusalem au milieu du XVIIIe siècle jusqu'à son l'abolition en 1858, qui résidait au monastère de Saint Ananias, alors siège du Patriarcat syriaque orthodoxe d'Antioche, et était responsable de la collecte des dons pour le diocèse.

## Liste des archevêques

KITLV 87156 - Johnson and Henderson - Évêque de Jérusalem de l'Église Syriaque Orthodoxe à Bombay, Inde britannique - Avant 1860

Le registre syriaque orthodoxe des ordinations épiscopales ne remonte qu'à 793. Michel le Syrien a annexé à sa Chronique une liste des évêques de Jérusalem depuis Jacques, frère de Jésus, jusqu'à son époque. Il est identique au Registre des évêques après 793. Les évêques étaient de rang métropolitain.
Dans la liste suivante, une plage de dates comme 792 × 818 signifie "ordonné entre 792 et 818". Les évêques antérieurs à 793 ne peuvent pas du tout être datés.
La liste commence par le premier évêque élu en opposition au concile de Chalcédoine (451), mais la numérotation tient compte des premiers évêques de Jérusalem .
- Théodose (451-453)
- Sévère (590–635)
- Anastase
- Martyre
- Sallustianus
- Elias
- Cyrille II
- Jérémy I
- Thomas I
- Jean I
- Philoxène I
- Timothée Ier (792×818)
- Emploi (816×845)
- Ignace Ier (816×846)
- Joseph III (816×846)
- Jean II (845×875)
- Cyrille III Noé (845×875)
- Cyriaque
- Sévère (877×884)
- JosephIV (909×924)
- Théodore (909×924)
- Cyrille IV (922×936)
- Jérémie II (935×954)
- Thomas II (964×986)
- Jean III (1006×1031)
- Philoxène II (1003×1031)
- Zacharie (1041×1058)
- Thomas III (1041×1058)
- Timothée II (1062×1074)[6]
- Jean IV (1079×1083)
- Cyrille V (1090×1130)
- David (1090×1130)
- Ignace II Hesnun (1090×1130, mort 1124/1125)
- Ignace III ibn Busayr de Gadina (1123×1140)
- Ignace IV Romain (1138×1167) [8]
- Athanase (1167×1200)
- Ignace V Sahdo (1167×1200) [10]
- Basilic (fl. 1292–1295)[2]
- Basile Simon (?–1421/1422)
- Gregorius Joseph al-Gurji (c. 1510/1512 –1537) [12],[11]
- Gregorius Bahnam ( c. 1530 )
- Jean de Mardin (mort en 1577)[13]
- Grégoire Jean de Gargar (m. 1585×1587) [15]
- Grégoire Behnam d'Arbo (1590-1614)
- Abd al-Azal (1640)[16]

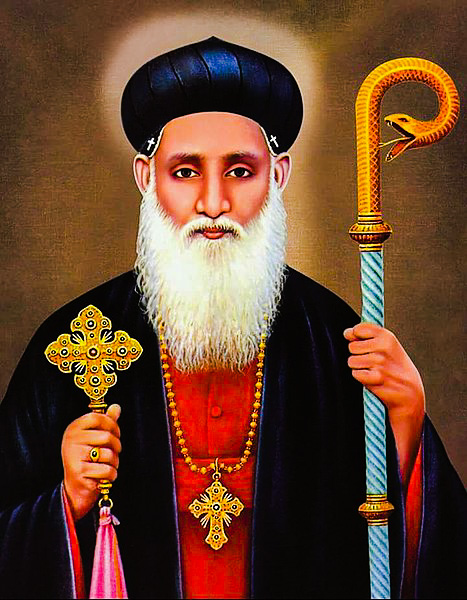
Mar Gregorios Abdul Jaleel

- Gregorios Abdul Jaleel Bawa[17] (1664-1681)
- Grégoire Simon II (1679–1692)[18]
- Grégoire Simon III de Salah (1693–1719)
- Grégoire 'Abd al-Ahad (1719-1731)[19]
- Grégoire Barsoum (1720–1727)[19]
- Grégoire Barsoum (1729–1737)[19]
- Gregorius Sani'a (1731–1737)[19]
- Grégoire Thomas (1737–1748)[20]
- Grégoire George (1748–1773)[21]
- Gregorius Bishara de Bitlis (1774–1789)[23]
- Athanase Jacob (1785–1797)[2]
- Denys Jacob (1798)[16]
- Cyril 'Abd al-Ahad (1799–1840)[2]

Député : Gregorius Jacob (?–1847)
Député : Athanasius Yuhanna (1850–1864)

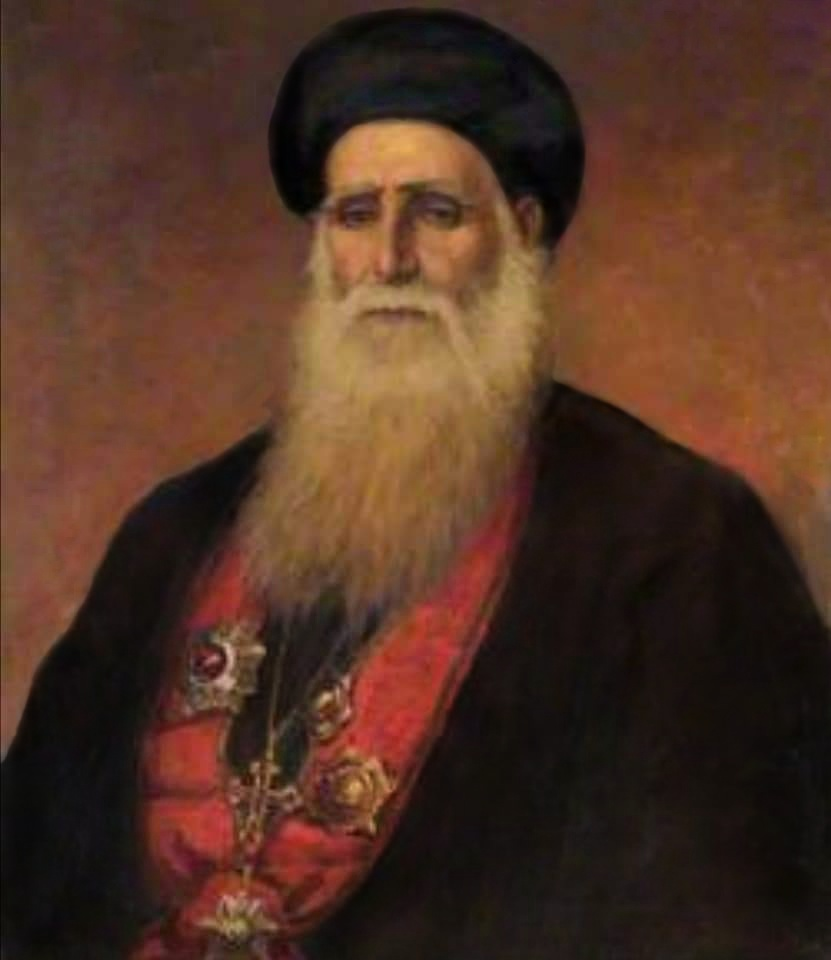
Grégoire Abded Sattuf

- Grégoire Abded Sattuf (1872–1880)[25]
- George Kassab de Sadad (mort en 1896)[13]
- Iyawannis Elias (1896–1908)[2]
- Gregorius Ephrem (1909–?)[19]
- Athanasius Yeshu` Samuel[26] (1946-1957)
- Dionysius Behnan Jijjawi[27] (1957-1996)
- Severios Malke Mourad (1996-2018[28])
- Gabriel Dahho (2019-2022)[29],[30].

Délégué patriarcal : Anthimos Jack Yakoub (2022-2023).
- Anthimos Jack Yakoub (2023[32]- en fonction)